# Partido di Coronel Pringles
Il partido di Coronel Pringles è un dipartimento (partido) dell'Argentina facente parte della Provincia di Buenos Aires. Il capoluogo è Coronel Pringles.